# Богиня (фільм)
«Богиня» — австралійська романтична комедія 2013 року.

## Зміст
Елсбет Діккенс - домогосподарка і мама двох чудових близнюків. Її чоловік Джеймс працює в Грінпіс і постійно відсутній вдома, рятуючи то китів, то восьминогів. Щоб між ними був якийсь зв'язок, Джеймс встановив вдома вебкамеру. Одного разу Елсбет вирішила заспівати перед нею пісню, не знаючи, що трансляція йде в інтернет, і наступного дня прокинулася знаменитою. Їй запропонувало контракт велике рекламне агентство і вона поїхала до столиці, залишивши близнюків на няню. Столичне життя повне спокус, Елсбет чекає світовий контракт. Що вона вибере - славу і гроші, чи кохання чоловіка, якого ніколи немає вдома?

## Ролі
| Актор               | Роль |
| ------------------- | ---- |
| Лора Мішель Келлі   | -    |
| Ронан Кітінг        | -    |
| Магда Шубанські     | -    |
| Дастін Клер         | -    |
| Хьюго Джонстон-Барт | -    |
| Темсін Керролл      | -    |
| Корін Грант         | -    |
| Піа Міранда         | -    |
| Наталі Трен         | -    |
| Кемерон Ліон        | -    |

## Знімальна група
- Режисер — Марк Лампрелл
- Сценарист — Марк Лампрелл, Джоанна Вайнберг
- Продюсер — Андрена Фінлей, Річард Кедді, Лорелле Адамсон
- Композитор — Брайоні Маркс, Джоенна Вайнберг